# Spunsugar
Spunsugar is een shoegazeband uit Malmö, Zweden. De groep bestaat uit Cordelia Moreau, Elin Ramstedt en Felix Sjöström. Zelf omschrijft het trio zich als 'een alternatieve rockband met shoegaze-invloeden'. Hun muziek kent een hoger tempo dan dat van andere shoegazebands. Ook kenmerkend zijn de ruimte voor gitaarriffs en de aanwezigheid van elektronische drums.
De debuut-ep Mouth Full Of You kwam uit in 2019. In 2020 volgde met Drive-Through Chapel een eerste album.

## Biografie
Cordelia Moreau en Elin Ramstedt leerden elkaar op dertienjarige leeftijd kennen in het dorp waar ze opgroeiden. Ze hadden ieder hun eigen muzikale voorkeur. Cordelia hield van tweepop, jangle en grunge. Elin luisterde vooral naar metalmuziek, hardcore en postrock. Op het kruispunt van die muziekstijlen ontdekten ze een gezamenlijke liefde voor shoegaze, noiserock en dreampop. Toen ze vijftien waren, startten Cordelia en Elin een vierkoppige band. Elin was de leadzangeres en speelde gitaar. Cordelia speelde op de drums. Deze band speelde vooral in jeugdhuizen, maar viel snel uit elkaar. Cordelia en Elin bleven wel nog even samen nummers schrijven.
Na een hiaat van vijf jaar vonden beide vrouwen elkaar opnieuw in Malmö, in 2018. Ze namen twee lo-fi nummers op in het studentenappartement van Cordelia. De resulterende demo deelden ze met Felix Sjöström, een klasgenoot van Cordelia. Daarop sloot Felix zich bij het duo aan als hun bassist. Onder de naam Spunsugar vulden ze een jaar met het schrijven van nummers en het spelen van kleine concerten. Na dit jaar tekenden ze bij platenlaben Adrian Recordings. In 2019 kwam bij dit label de debuut-ep Mouth Full Of You uit. In 2020 volgde met Drive-Through Chapel een eerste langspeelplaat.
Omwille van de coronapandemie kon de band niet op tournee gaan, zoals eerst gepland. De bandleden besloten daarop om hun tijd te besteden aan het schrijven van nieuwe muziek. Dit resulteerde in materiaal voor een nieuwe ep, Things That I Confuse, die in het najaar van 2021 uitkwam. Voor de ep bracht de band de single Rodan uit.

## Muzikale stijl
Spunsugar combineert de dichte textuur van shoegaze met het deprimerend en pulserend karakter van postpunk. De band haalt zijn inspiratie uit de brede Britse undergroundscene van de jaren '70, '80 en de vroege jaren '90. Duidelijke invloeden zijn de hakkelende shoegaze van My Bloody Valentine, de gothic rock van The Cure, en de dreunende en sombere aard van Joy Division. Deze donkere elementen en de eerder koude, industriële instrumentatie contrasteren met duidelijke harmonieën en de hoge, engelachtige zang van Elin Ramstedt. Die mix doet denken aan bands zoals Chromatics en Cocteau Twins.
De nummers van Spunsugar kennen wel een hoger tempo dan shoegaze gewoonlijk heeft. Ook de ruimte voor gitaarriffs en de aanwezigheid van elektronische drums is kenmerkend. Hun geluid is een echte synthese van elektronische muziek en rockmuziek. Deze eigenschappen maken dan weer dat Spunsugar wat verder afstaat van klassieke shoegazebands zoals Cocteau Twins of Slowdive. Ze leunen dichter aan bij acts die grunge, noise of elektronische invloeden opnemen, zoals Curve, Swervedriver en Ringo Deathstarr.
Hun volgende ep, Things That I Confuse, beschreef de band zelf als 'uitgekleed' en beïnvloed door metal en country.

## Discografie
Studioalbums
- Drive-Through Chapel (2020, Adrian Recordings)

Ep's
- Mouth Full Of You (2019, Adrian Recordings)
- Things That I Confuse (2021, Adrian Recordings)

Singles
- Native Tongue (2020, Adrian Recordings)
- I Shouldn't Care (2020, Adrian Recordings)
- Happier Happyless (2020, Adrian Recordings)
- (You Never) Turn Around (2021, Adrian Recordings)
- Rodan (2021, Adrian Recordings)